# Rave rusticà
El rave rusticà (Armoracia rusticana) és una espècie de planta amb flors del gènere Armoracia dins la família de les brassicàcies.
Addicionalment pot rebre els noms d'herba dels cantors, rave, rave boscà, rave de bestiar, rave de cavall, rave de porc, rave de riu, rave picant i rave silvestre. També s'han recollit la variant lingüística ràvec de bestiar.

## Distribució
Aquesta planta és originària del sud d'Ucraïna i del sud de la Rússia europea, però ha estat introduïda en la major part d'Europa, gran part d'Amèrica del Nord i algunes zones de l'Orient llunyà. Als Països Catalans es cultiva a petita escala i de vegades és subespontània a les contrades humides.

## Descripció
Es tracta d'una planta herbàcia perenne de fins a 1,5 metres d'alçada i amb les fulles en forma de cullera (d'aquí deriva el nom donat per Linneu de Cochlearia). Les flors són blanques i el fruit en síliqua. L'arrel és la part aprofitada per a alimentació i usos medicinals.
Està estretament relacionada amb la mostassa, amb la qual comparteix alguns dels olis volàtils (glucosilinats). La sinigrina i la gluconasturtiina són els dos glucosinilats responsables del gust picant del rave rusticà i del wasabi.

## Taxonomia
Els següents noms científics són sinònims d'Armoracia rusticana:
- Armoracia armoracia Cockerell ex Daniels
- Armoracia austriaca (Jacq.) Bluff, Nees & Schauer
- Armoracia lapathifolia Gilib.
- Armoracia rustica Schur
- Armoracia sativa Bernh.
- Cochlearia armoracia L.
- Cochlearia lancifolia Stokes
- Cochlearia lapathifolia Gilib.
- Cochlearia rusticana Lam.
- Cochlearia variifolia Salisb.
- Crucifera armoracia E.H.L.Krause
- Nasturtium armoracia (L.) Fr.
- Radicula armoracia B.L.Rob.
- Raphanis magna Moench
- Raphanus rusticanus Garsault
- Rorippa rusticana (G.Gaertn., B.Mey. & Scherb.) Gren. & Godr.

## Usos

### Gastronomia
El rave picant és molt apreciat com a condiment a l'Europa central, de l'Est i del Nord, com Dinamarca, Noruega, Alemanya (Meerettich), i també a Polònia, Ucraïna (khrin), Belarús, Rússia (khren), i països circumdants, on s'usa com a pasta similar a la mostassa. Al Regne Unit és un dels condiments preferits per al rosbif, i s'anomena horseradish (sauce). També és molt utilitzat a les cuines d'Israel-Palestina i de Romania, i és prou conegut als Estats Units. La pasta de rave picant (khrin) és molt similar al wasabi originari de la cuina japonesa. Normalment els japonesos usaven una altra herba, el rave japonès, però avui en dia és sovint suplantat pel rave picant europeu.

### Usos medicinals
Té efectes antibiòtics útils en infeccions urinàries i afeccions a les vies respiratòries. Hi ha medicaments fets amb rave rusticà, però s'ha de tenir en compte el control mèdic, ja que dosis excessives en són tòxiques.